# Diano Castello
Diano Castello é uma comuna italiana da região da Ligúria, província de Impéria, com cerca de 1.881 habitantes. Estende-se por uma área de 5 km², tendo uma densidade populacional de 376 hab/km². Faz fronteira com Diano Arentino, Diano Marina, Diano San Pietro, Imperia, San Bartolomeo al Mare.

## Demografia
| Variação demográfica do município entre 1861 e 2011                               |
|                                                                                   |
| Fonte: Istituto Nazionale di Statistica (ISTAT) - Elaboração gráfica da Wikipedia |